# Nassawadox (Virginia)
Nassawadox es un pueblo situado en el condado de Northampton, Virginia  (Estados Unidos). Según el censo de 2010 tenía una población de 499 habitantes.

## Demografía
Según el censo del 2000, Nassawadox tenía 572 habitantes, 186 viviendas, y 121 familias. La densidad de población era de 513,6 habitantes por km².
De las 186 viviendas en un 23,1%  vivían niños de menos de 18 años, en un 39,8%  vivían parejas casadas, en un 22% mujeres solteras, y en un 34,9% no eran unidades familiares. En el 31,2% de las viviendas  vivían personas solas el 21% de las cuales correspondía a personas de 65 años o más que vivían solas. El número medio de personas viviendo en cada vivienda era de 2,33 y el número medio de personas que vivían en cada familia era de 2,93.
Por edades la población se repartía de la siguiente manera: un 19,2% tenía menos de 18 años, un 5,8% entre 18 y 24, un 14,7% entre 25 y 44, un 19,4% de 45 a 60 y un 40,9% 65 años o más.
La edad media era de 54 años.  Por cada 100 mujeres de 18 o más años  había 69,2 hombres.
La renta media por vivienda era de 21.250$ y la renta media por familia de 27.500$. Los hombres tenían una renta media de 25.000$ mientras que las mujeres 23.594$. La renta per cápita de la población era de 14.626$. En torno al 24% de las familias y el 32,8% de la población estaban por debajo del umbral de pobreza.

## Localidades adyacentes
El siguiente diagrama muestra a las localidades más próximas a Nassawadox.